# Vortragsbezeichnung
Vortragsbezeichnungen (auch Vortragsanweisungen, Vortragsangaben, Ausdrucksbezeichnungen) sind in der abendländischen Musik Angaben des Komponisten im Notentext, die dem Vortragenden weiter gehende Hinweise zur Ausführung des Musikstücks vermitteln sollen. Sie bestimmen diverse Parameter der Musik näher und beziehen sich vorrangig auf Tempo, Lautstärke, Artikulation oder diverse Instrumental- bzw. Vokaltechniken, aber auch auf den Charakter des Stückes, dessen emotionalen Gehalt oder dessen Musizier-„Haltung“.
Die Anweisung ist in der jeweiligen Notation beschrieben. Bis ins 18. Jahrhundert vorwiegend, aber bis heute noch weitgehend verwendet, sind Vortragsangaben in italienischer Sprache; seit dem 19. Jahrhundert finden sich jedoch auch vermehrt Angaben in der jeweiligen Sprache des Komponisten. Wesentlich für die heutige Musikausübung sind daher ferner Angaben in deutscher, französischer oder englischer Sprache. Auch der Titel eines Musikwerks kann gleichzeitig eine Vortragsangabe sein. So bezeichnet z. B. der Begriff Wiener Walzer nicht nur eine Taktart und ein Tempo, sondern auch eine bestimmte „Gewichtung“ der Taktschläge, die einen besonderen Charakter ebendieser Gattung ausmachen; ein als Rhapsodie oder Toccata bezeichnetes Stück wiederum gibt dem Interpreten den Hinweis, mit gewissen Teilen des Werkes rhythmisch relativ „frei“ umzugehen. Den ausführenden Musikern bleibt indessen meistens ein gewisser Interpretationsspielraum.

## Beispiele
Beispiele hierfür sind folgende Anweisungen:

### Ausführung zur Dynamik
Die Lautstärkeangaben werden bis heute fast ausschließlich mit italienischen Begriffen und deren Abkürzungen bezeichnet. Maßgeblich hierfür sind die italienischen Adjektive forte (stark, laut) und piano (flach, leise).
- piano pianissimo (so leise wie möglich)
- pianissimo (sehr leise)
- piano (leise)
- mezzopiano (halbleise)
- mezzoforte (halbstark)
- forte (stark)
- fortissimo (sehr stark)
- forte fortissimo (so stark wie möglich)

### Charakter- oder assoziative Vortragsangaben
Ausführung zur Charakteristik eines Vortrages (oft einhergehend mit der Tempoangabe). Zu den klassischen Angaben in italienischer Sprache für den emotionalen Gehalt eines Werkes gehören solche wie
- mesto (traurig)
- lugubre (trauernd)
- capriccioso (launisch)
- giocoso (lustig)
- vivace (lebhaft, schnell)
- grave (schwer, langsam)
- dolce (sanft, süßlich)
- amabile (lieblich)[1]

### Tempoangaben
Für die Bezeichnung des Tempos werden nicht allein Adjektive der Geschwindigkeit verwendet – häufig wurden auch das Gefühl bezeichnende Eigenschaften in Tempoangaben übertragen.
Die häufigsten dieser Tempoangaben sind
- largo (breit)
- lento (langsam)
- adagio (gemächlich)
- andante (schreitend)
- Moderato (gemäßigt)
- allegro (heiter)
- vivace (lebhaft)
- presto (schnell)
- prestissimo (äußerst schnell)

Weitere Angaben beziehen sich auf Tempoänderungen, bzw. -schwankungen, z. B.
- accelerando (schneller werdend)
- allargando (im Tempo verbreiternd[2]), Rallentando (langsamer werdend)
- perdendosi („sich verlierend“: langsamer werdend)
- Ritardando („verzögernd“: sofort langsamer werdend)
- rallentando („nachlassend“: allmählich langsamer werdend)
- morendo („sterbend“: langsamer werdend)
- rubato (im Tempo stark variierend)
- colla parte (im Tempo den Bedürfnissen der führenden Stimme (meist ein Sänger) folgend)
- in tempo (ohne weitere Temposchwankungen)
- a tempo (im ursprünglichen Zeitmaß)

### Artikulationsangaben
Auch hier ist bis heute die italienische Sprache maßgeblich. Die häufigsten Begriffe hierbei sind
- legato (gebunden)
- portato (getragen)
- staccato (gestoßen)
- tenuto (gehalten)

### Technische Angaben
Hierzu zählen Spielanweisungen und Angaben zu bestimmten Vokaltechniken zur Erzielung spezieller Klangfarben oder Effekte, z. B.:
- col legno: Anweisung für Streichinstrumente, die Saiten mit dem Holz des Bogens zu streichen. Bei col legno battuto werden die Saiten mit dem Bogenholz geschlagen.
- Flageoletts sind Obertöne, die auf Streich- und Zupfinstrumenten erzeugt werden, indem der Finger der linken Hand die Saite nicht ganz niederdrückt, sondern nur leicht berührt. Dazu wird entweder die klingende Note mit einer kleinen Null darüber notiert, oder der Grundton sowie die Griffnote mit einem Kopf in Rautenform.
- flautando: Anweisung für Streichinstrumente, mit sehr wenig Bogengewicht zu streichen, um so die Saite in die Oktave überschlagen zu lassen.
- glissando lässt Sänger, Streicher oder Posaunist den Ton sofort stufenlos in den nächsten gleiten. Dies wird durch eine Linie zwischen den Tönen notiert.
- portamento ist ein Glissando erst ganz am Ende des ersten Tones. Hier wird meist die Bezeichnung hinzugesetzt.
- con sordino weist an, einen Dämpfer auf das Instrument zu setzen. Senza sordino (bei Bläsern: ouvert) lässt den Dämpfer wieder entfernen.
- Pedal (meist „Ped.“) ist die Angabe für den Klavierspieler, das rechte Pedal zu drücken (wird durch ein schneeflockenartiges Zeichen () aufgehoben).
- pizzicato: Für Streicher die Anweisung, die Saiten zu zupfen.
- sotto voce: weist an, mit gedämpftem Ton und äußerster Zurückhaltung in Dynamik und Ausdruck zu interpretieren.
- una corda ist die Angabe für den Klavierspieler, das linke Pedal zu drücken
- tre corde ist die Angabe für den Klavierspieler, das (bei una corda gedrückte) linke Pedal wieder loszulassen

Seit dem 19. Jahrhundert finden sich zunehmend freiere Angaben, die sich auf den Charakter des Musikstücks beziehen oder durch assoziative Begriffe den Vortragenden zu inspirieren versuchen.
Eine der ältesten Bezeichnungen dieser Art ist im Italienischen alla … (kurz für alla maniera di) oder französisch à la manière de … („nach Art von …“). Beispielsweise weist Mozarts Anweisung im letzten Satz seiner Klaviersonate Nr. 11 KV 330, alla turca, auf eine stilisierte Form türkischer Janitscharenmärsche hin. Besonders Komponisten des 20. Jahrhunderts schrieben in ihre Werke immer komplexere Anweisungen für die Interpreten hinein, ein Beispiel hierfür ist Erik Satie, dessen Vortragsangaben eigenständigen kleinen literarischen Werken nahekommen und teilweise regelrecht kontemplative Bewusstseinszustände hervorrufen zu wollen scheinen. Charles Ives eröffnete jeden Satz seiner zweiten Klaviersonate mit einem Essay über einen der amerikanischen Philosophen, denen jeweils der entsprechende Satz zugeordnet ist. Der Komponist und Wortkünstler Willy Astor verwendet ebenfalls individuelle Vortragsbezeichnungen.